# Казатеново
Казатеново (итал. Casatenovo) је насеље у Италији у округу Леко, региону Ломбардија.
Према процени из 2011. у насељу је живело 6672 становника. Насеље се налази на надморској висини од 356 м.

## Становништво
| 1936. | 1951. | 1961. | 1971. | 1981.  | 1991.  | 2001.  | 2011.  |
| ----- | ----- | ----- | ----- | ------ | ------ | ------ | ------ |
| 5.259 | 6.004 | 7.314 | 8.518 | 10.364 | 10.725 | 11.884 | 12.664 |